# Історичні пісні
Історична пісня — це ліро-епічний твір, у якому відтворено історичні події чи конкретні історичні постаті та висловлено ставлення народу до них.

## Опис
Мистецтво пробудження піснею в слухача спогадів про минуле і донесення цим до нього певної ідеї виникло в глибокій давнині. Згадки про історичні пісні щедро розсипані в творах римських і середньовічних авторів. Найдавніший текст історичної пісні, який дійшов до нас, — фрагмент пісні про перемогу франкського короля Хлотаря II (613—629) над саксами. Про розуміння франкською елітою значення історичних пісень свідчить указ короля франків Карла Великого про їх збирання та записування.
XII–XIII століття — епоха розквіту лицарських пісень у Франції та Іспанії; тогочасні історичні пісні стали основою літературного героїчного епосу («Пісня про Нібелунгів», «Пісня про мого Сіда», «Едда» тощо). Давньоруські джерела донесли до нас імена співців Митуси та Бояна.
За тематикою й стилістикою українські історичні пісні близькі до історичних дум і споріднені з епосом доби Київської Русі — билинами. Витоки історичних пісень в Україні пов'язані з давніми колядками, билинами, баладами. Генеза історичної української пісні тісно пов'язана з давніми плачами й голосіннями, традиціями колядування.
В історичних піснях часто оспівуються безіменні герої, але їхня діяльність пов'язана з конкретним історичним періодом. Поява історичних пісень є наслідком розвитку історичної свідомості народу і його художнього мислення. Українські історичні пісні з'явились у XV столітті, в період боротьби українського народу проти турецько-татарських загарбників, увібравши традиції героїчного епосу Київської Русі та українських дум. Відмінність між ними В. Антонович і М. Драгоманов бачили в тому, що історичні пісні — «загальнонародна, а не лише кобзарська форма поезії».
Перший відомий з літератури текст української історичної пісні, виявлений у «Чеській граматиці» Яна Благослава (1571), — «Дунаю, Дунаю, чому смутен течеш» — відобразив народні уявлення про тяжку долю українців. На козацькі часи припадає розквіт цього жанру. Специфічний, з виразними ознаками демократизму й розкутості козацькій устрій сприяв формуванню національних традицій індивідуального й гуртового багатоголосного співу.
Відтворення історичних подій в історичних українських піснях — схематичне, але влучне, зафарбоване козацьким гумором. Скепсис прихованої іронії звучить у пісні «Ой на горі та й женці жнуть», сповненій бадьорості, виконуваній у ритмі козацького маршу. Початковий варіант цієї пісні був виявлений В. Перетцом у збірці Д. Рудницького «Piesni rozne i niektόre na noty polożone» (1713 р.). Підтекст її сьогодні не зовсім ясний, але притаманна їй тонка дотепність й іронічний погляд на дійсність безпосередньо засвідчують життєлюбність козаків і демократизм традицій, які панували в їхньому середовищі.
Як й історичні думи, історична пісня є зразком епічного жанру, але вони відрізняються від дум формою — насамперед чіткою, упорядкованою, лаконічною строфою. В думах широко застосовуються речитатив з елементами імпровізації і схильність до бардівського виконання, а в історичній пісні перевага віддається мелодійності й правильним, здебільшого дво- і чотирирядковим строфам та колективному виконанню. Ще однією особливістю пісні є лаконізм, чітка музична ритміка, перевага ліричного елементу над епічним.
Головний герой історичної української пісні — козацтво, яке виступає в ролі оборонця соціальних, національних і релігійних інтересів. Історичні українські пісні славлять широку натуру козака, який не цурається звичайних людських радощів, але що-хвилини готовий проміняти спокійне життя на поезію битв і небезпек. Узи козацького братерства для нього сильніші за любов до матері, сестри, коханої. З другого боку, в історичних українських піснях поетизуються кращі лицарські риси, що особливо цінувалися в козацькому оточенні, — відданість ідеї, вірність слову, готовність до самопожертви, ніжність почуттів. Захист рідної землі ототожнюється із обороною православної християнської віри, яка в ситуації протистояння католицизму й ісламу набуває сенсу ідеологічного захисного щита.
Історичні пісні переважно анонімні, іноді народна традиція пов'язує їх з реальними творцями: легендарній народній співачці 1-ї пол. XVIII століття Марусі Чурай (Чураївні) приписують авторство пісень «Ой не ходи, Грицю», «Засвистали козаченьки», «Котилися вози з гори»; пісню («Ой горе тій чайці» приписують І. Мазепі. За жанром це пісня-символ, тужливий плач за долею поневоленої України. Військовому писареві Нової Січі А. Головатому приписують авторство двох пісень з викриттям антиукраїнської політики імператриці Катерини ІІ («Бодай тебе, Катерино, сира земля не прийняла», «Ой ти, Катерино, вража бабо»).
Назву «історичні пісні» вперше ввів в українську фольклористику Микола Гоголь у середині XIX століття.
Історичні пісні відтворюють найголовнішу рису народних героїв — готовність іти на самопожертву заради громадянського добра.

## Тематичні групи українських історичних пісень
Українські історичні пісні виявляють кільна пластів:
- про відгомін подій княжої доби (здебільшого історичні колядки — «Що князь Володимир коника сідлає», «Ой гордий, пишний, ґречний паничу»);
- про турецько-татарське лихоліття «Пісня про Байду», «Зажурилась Україна, що нічим прожити…», «Із-за гори, з темненького лісу» тощо;
- про визвольні козацькі війни XV — поч. XVIII століть проти іноземного поневолення й добу козацько-гетьманської держави («Ой на горі та й женці жнуть»; цикли пісень про гетьманів і полководців — Б. Хмельницького, Д. Нечая, І. Сірка, І. Богуна, С. Морозенка, І. Мазепу та ін.);
- про ліквідацію Запорозької Січі, гайдамаччину, опришківщину («Ой горе, горе, не біда, не Гетьманщина», «Максим козак Залізняк», «Виїхав Гонта та з Умані», «Про Довбуша»);
- про нові антикріпацькі й національно-визвольні рухи XIX–XX ст., 1-у і 2-у світові війни («За Сибіром сонце сходить», «Ой летіла панщина», «Ми гайдамаки, ми всі однаки», «Ой там на горі Січ іде», «Ой у лузі червона калина», «За Україну»).

## Художні особливості історичних пісень
- рівноскладовість вірша;
- строфічність римування (рими часто розташовані за схемами «абаб» або «аабб»), у найдавніших піснях римування не було взагалі;
- яскраво виражена епічність;
- опір на історичні факти.

## Пісня «Про Байду»
У пісні «Про Байду» зображена героїко-романтична постать козацького ватажка Байди. Байда — Князь Дмитро Вишневецький — хоробрий чоловік, який тримав у постійному страху султанів Туреччини. Байду підступно захопили в Молдові та передали в Царгород. У пісні оспівана його несподівана, люта і героїчна смерть в Царгороді.

## Пісня «Ой Морозе Морозенку…»
Пісня «Ой Морозе Морозенку, ти славний козаче» — змальовано героїчну смерть в бою молодого козака, улюбленця народу із славного козацького роду Морозів.

## Пісня «За Сибіром сонце сходить»
Пісня «За Сибіром сонце сходить» — на думку вчених найвірогідніше складена про Устима Кармелюка. Це легендарний ватажок повсталого селянства, кріпак, який підняв боротьбу на початку XIX століття. Він 4 рази тікав із сибірської каторги. Він підняв на повстання близько 20 000 селян. Пісня має романсовий характер. В ній створено глибоко ліричний образ народного ватажка. Це людина із складним внутрішнім світом, яка глибоко усвідомлює свій громадський обов'язок. Журливий характер пісні навіяний особистою трагічною долею Кармелюка. У пісні його наділено зовнішньою і внутрішньою красою, добрим серцем.

## Пісня «Чи не той то хміль…»
За основу пісні «Чи не той то хміль...» взято одну з найвизначніших подій Національно-Визвольної війни під проводом Богдана Хмельницького за підтримки кримських татар — перша збройна перемога козаків над поляками під Жовтими Водами в травні 1648 року. Ця пісня виконувала важливу роль у тодішній Україні — плекала в народі повагу до свого ватажка — Богдана Хмельницького.